# Горение

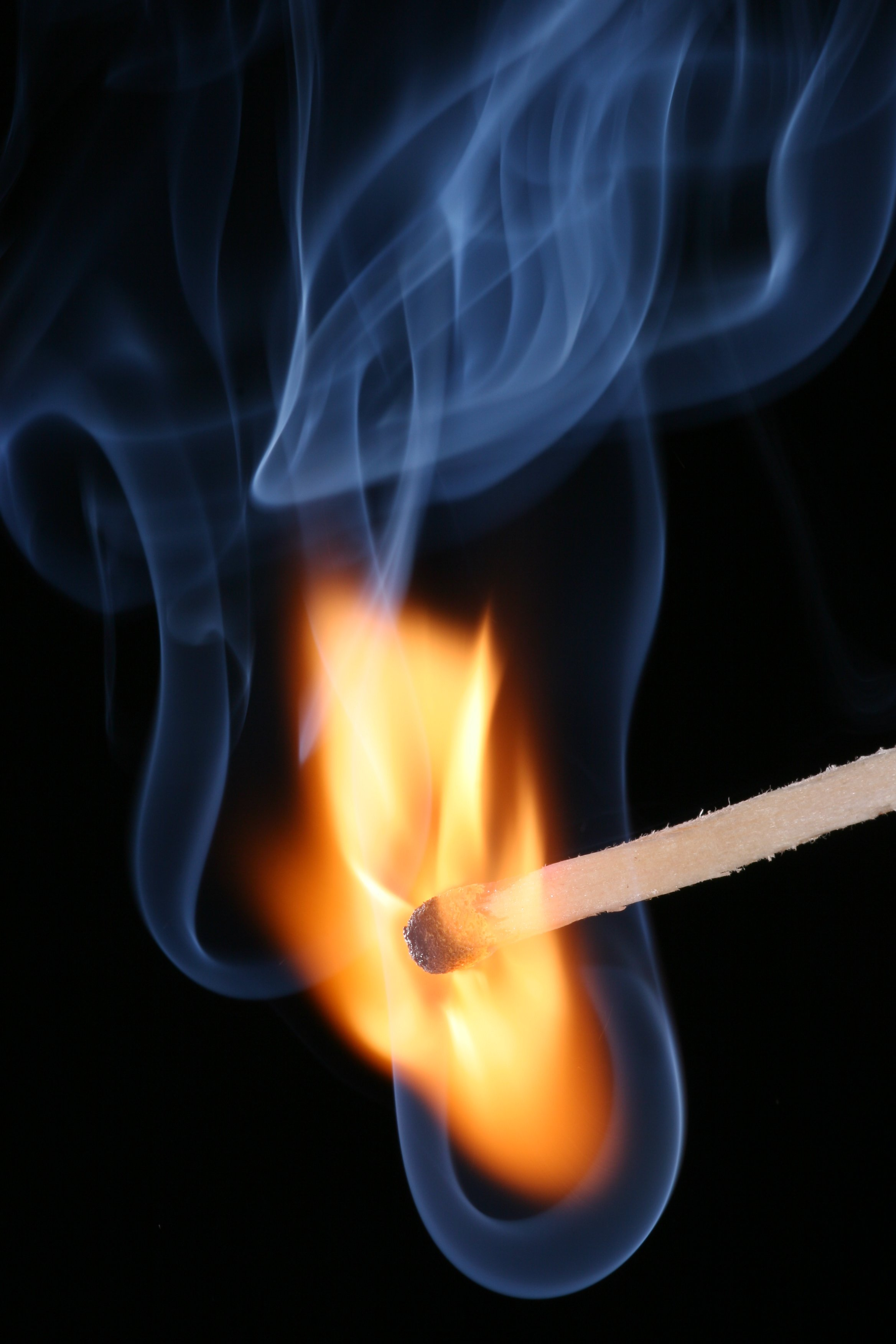
Горение спички

Горе́ние — сложный физико-химический процесс превращения исходных веществ в продукты сгорания в ходе экзотермических реакций, сопровождающийся интенсивным выделением тепла. Химическая энергия, запасённая в компонентах исходной смеси, может выделяться также в виде теплового излучения и света. Светящаяся зона называется фронтом пламени или просто пламенем.
Освоение огня сыграло ключевую роль в развитии человеческой цивилизации. Огонь открыл людям возможность термической обработки пищи и обогрева жилищ, а впоследствии — развития производства керамики, металлургии, энергетики и создания новых, более совершенных инструментов и технологий. Управление процессами горения лежит в основе создания двигателей для автомобилей, самолётов, судов и ракет.
Горение до сих пор остаётся основным источником энергии в мире и останется таковым в ближайшей обозримой перспективе. В 2010 году примерно 90 % всей энергии, производимой человечеством на Земле, добывалось сжиганием ископаемого топлива или биотоплива, и, по прогнозам Управления энергетических исследований и разработок (США), эта доля не упадёт ниже 80 % до 2040 года при одновременном росте энергопотребления на 56 % в период с 2010 по 2040 год. С этим связаны такие глобальные проблемы современной цивилизации, как истощение невозобновляемых энергоресурсов, загрязнение окружающей среды и глобальное потепление.
Химические реакции горения, как правило, идут по разветвлённо-цепному механизму с прогрессивным самоускорением за счёт выделяющегося в реакции тепла. Особенности горения, отличающие его от других физико-химических процессов с участием окислительно-восстановительных реакций, — это большой тепловой эффект реакции и большая энергия активации, приводящая к сильной зависимости скорости реакции от температуры. Вследствие этого горючая смесь, способная храниться при комнатной температуре неограниченно долго, может воспламениться или взорваться при достижении критической температуры воспламенения (самовоспламенение) или при инициировании внешним источником энергии (вынужденное воспламенение, или зажигание).
Если продукты, образующиеся при сгорании исходной смеси в небольшом объёме за короткий промежуток времени, совершают значительную механическую работу и приводят к ударным и тепловым воздействиям на окружающие объекты, то это явление называют взрывом. Процессы горения и взрыва составляют основу для создания огнестрельного оружия, взрывчатых веществ, боеприпасов и различных видов обычных вооружений. Особым видом горения является детонация.

## Историческая справка

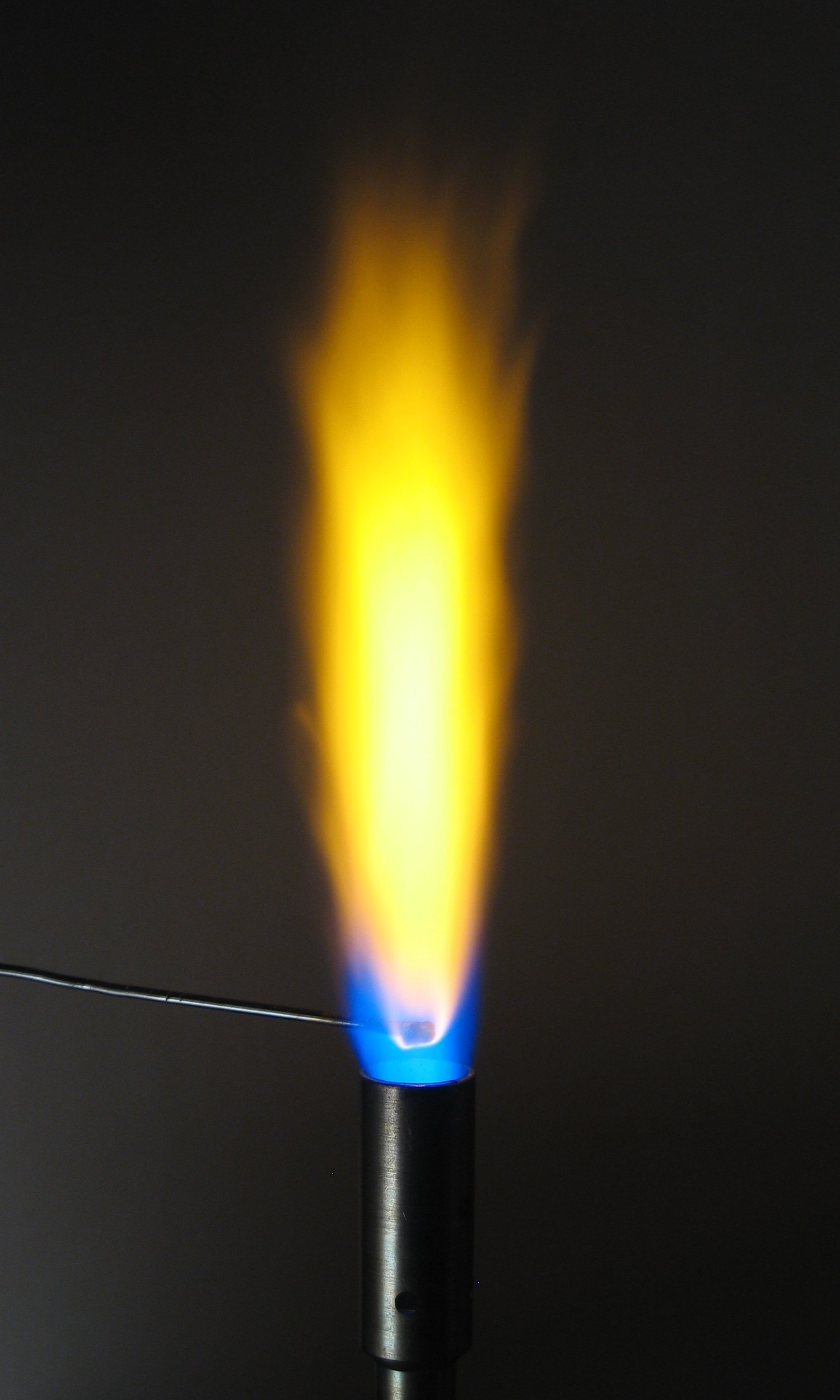
Жёлтый цвет пламени газовой горелки при внесении в него следов натрия (поваренная соль на проволоке) вызван излучением дублетной D-линии натрия с длинами волн 589 и 589,6 нм

До открытия кислорода в начале 1770-х годов Карлом Шееле и Джозефом Пристли считалось, что все тела, способные гореть, содержат особое начало, «флогистон», которое в процессе горения выделяется из тела, оставляя золу. В 1775 году Лавуазье показал, что напротив, к горючему веществу при горении присоединяется кислород воздуха, а в 1783 году Лавуазье и Лаплас обнаружили, что продукт горения водорода — чистая вода. Эти открытия заложили основу современных научных взглядов на природу горения.
Следующий шаг в развитии основ теории горения связан с работами Малляра и Ле Шателье
и В. А. Михельсона, выполненными в 1880-е годы. В 1890 году Михельсон опубликовал работу о распространении пламени в трубах и предложил теорию горелки Бунзена.
В 1928 году Бурке и Шуманн рассмотрели задачу о диффузионном пламени и показали, что когда скорость сгорания реагентов в химической реакции много больше скорости подвода реагентов посредством диффузии, зону реакции можно считать бесконечно тонкой, при этом в ней автоматически устанавливается стехиометрическое соотношение между окислителем и горючим, а максимальная температура в зоне реакции близка к адиабатической температуре горения.
Современная теория горения ведёт начало от работ Н. Н. Семёнова по тепловому взрыву, выполненных в 1920-е годы. Основанный Н. Н. Семёновым в 1931 году Институт химической физики стал ведущим научным центром по химической физике и горению. В 1938 году Д. А. Франк-Каменецкий развил теорию теплового взрыва, и, вместе с Я. Б. Зельдовичем, — теорию распространения ламинарного пламени в предварительно перемешанных смесях.
В том же 1938 году в опытах А. Ф. Беляева было показано, что горение летучих взрывчатых веществ происходит в газовой фазе. Таким образом, вопрос о скорости горения таких веществ был сведён к вопросу о скорости горения в газовой фазе, и в 1942 году Я. Б. Зельдович развил теорию горения конденсированных веществ, основанную на теории распространения пламени в газе.
В 1940-е годы Я. Б. Зельдович развивает теорию детонации, которая была названа моделью ZND — по имени Зельдовича, Неймана и Дёринга, так как независимо от него к схожим результатам пришли фон Нейман и Дёринг. 
Все эти работы стали классическими в теории горения.

## Классификация видов горения
По скорости движения смеси горение подразделяется на медленное горение (или дефлаграцию) и детонационное горение (детонацию). Волна дефлаграционного горения распространяется с дозвуковой скоростью, а нагрев исходной смеси осуществляется в основном теплопроводностью. Детонационная волна движется со сверхзвуковой скоростью, при этом химическая реакция поддерживается благодаря нагреву реагентов ударной волной и, в свою очередь, поддерживает устойчивое распространение ударной волны. Медленное горение подразделяется на ламинарное и турбулентное соответственно характеру течения смеси. В детонационном горении течение продуктов всегда турбулентное. В определённых условиях медленное горение может переходить в детонацию (англ. DDT, deflagration-to-detonation transition).
Если исходные компоненты смеси — газы, то горение называют газофазным (или гомогенным). В газофазном горении окислитель (как правило, кислород) взаимодействует с горючим (например, водородом или природным газом). Если окислитель и горючее заранее перемешаны на молекулярном уровне, то такой режим называется горением предварительно перемешанной смеси (англ. premixed combustion). Если же окислитель и горючее отделены друг от друга в исходной смеси и поступают в зону горения посредством диффузии, то горение называется диффузионным.
Если исходно окислитель и горючее находятся в разных фазах, то горение называется гетерогенным. Как правило, в этом случае реакция окисления также идёт в газовой фазе в диффузионном режиме, а тепло, выделяющееся в реакции, частично расходуется на термическое разложение и испарение горючего. Например, по этому механизму горят уголь или полимеры в воздухе. В некоторых смесях могут иметь место экзотермические реакции в конденсированной фазе с образованием твёрдых продуктов без существенного газовыделения. Такой механизм называется твердофазным горением.
Выделяют также такие особые виды горения, как тление, беспламенное и холоднопламенное горение.
Горением, или ядерным горением, называют термоядерные реакции в звёздах, в которых в процессах звёздного нуклеосинтеза образуются ядра химических элементов.

## Пламя

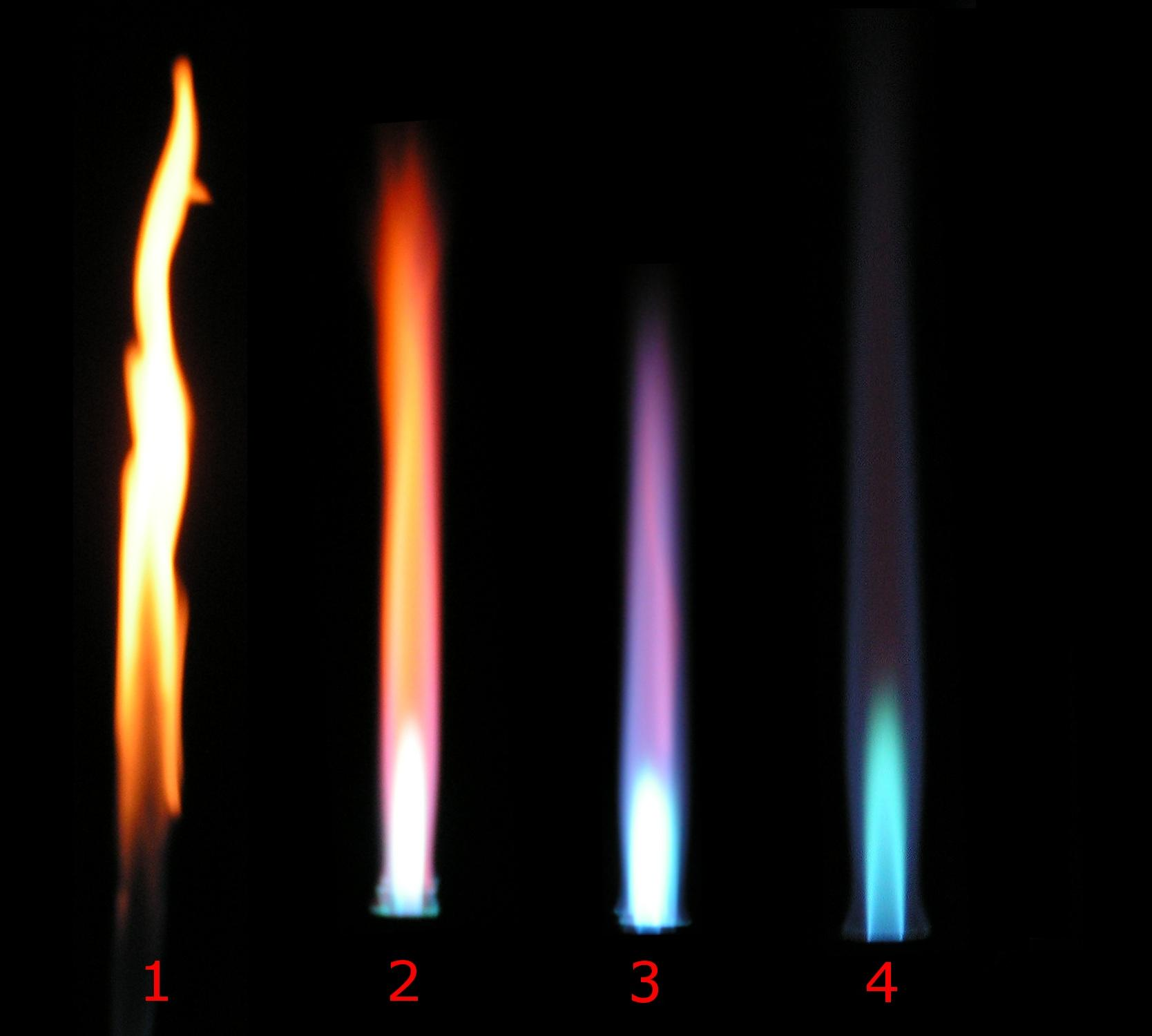
Пламя в горелке Бунзена. 1 — подача воздуха закрыта; 2 — подача воздуха снизу почти перекрыта; 3 — смесь близка к стехиометрической; 4 — максимальная подача воздуха

Пламя — это светящаяся зона, образующаяся в ходе горения. Температура пламени зависит от состава исходной смеси и условий, при которых осуществляется горение. При горении природного газа в воздухе температура в горячей зоне может превышать 2000 К, а при горении ацетилена в кислороде (газовая сварка) — 3000 К.

### Цвет пламени
В зоне горения могут возникать свободные радикалы и молекулы в электронно-возбуждённых и колебательно-возбуждённых состояниях. Если интенсивность свечения достаточно высока, то его можно воспринимать невооружённым глазом. Цвет пламени определяется тем, на каких частотах идут квантовые переходы, вносящие основной вклад в излучение в видимой области спектра. Значительная часть излучения, особенно при наличии твёрдой фазы, пылинок или частиц сажи в пламени, приходится на инфракрасную область, которая субъективно воспринимается как жар от огня. В инфракрасное излучение вносят вклад колебательно-возбуждённые молекулы CO, CO2 и H2O.
При горении водорода в чистом воздухе пламя почти бесцветное. Оно имеет едва заметный голубоватый оттенок из-за излучения радикалов OH в оптическом диапазоне на длинах волн 306—308 нм. Однако обычно водородное пламя в воздухе светится сильнее из-за присутствия пылинок и органических микропримесей.
Пламя при горении углеводородных топлив в горелке Бунзена, таких как пропан или бутан, может иметь разный цвет в зависимости от соотношения горючего и воздуха. При горении в диффузионном режиме без подачи воздуха в горелку пламя окрашено в жёлтый или красноватый цвет, обусловленный свечением раскалённых микрочастиц сажи. При подмешивании небольшого количества воздуха на выходе из горелки возникает неяркий синий конус пламени. Дальнейшее увеличение подачи воздуха приводит к возникновению двух конусов пламени, внутреннего яркого сине-зелёного и внешнего сине-фиолетового, гораздо менее интенсивного.
Способность примесей окрашивать пламя в различные цвета используется в аналитической химии для пирохимического анализа и в пиротехнике для салютов, фейерверков и сигнальных ракет.

### Электрические свойства пламени
Пламя углеводородных топлив может взаимодействовать с электромагнитным полем, то есть в нём присутствуют заряженные частицы. Экспериментально обнаружено, что концентрация ионов в пламени может на 4—6 порядков превышать концентрацию, которая наблюдалась бы при чисто термическом механизме ионизации, и фактически пламя может вести себя как слабоионизованная плазма. Однако температура пламени недостаточна для того, чтобы компоненты смеси могли ионизироваться в результате столкновений молекул между собой, и в 1950-е годы выяснилось, что основным механизмом генерации ионов является хемоионизация.
Считается, что хемоионизация идёт в основном через образование иона CHO+, хотя в пламени отмечается присутствие и других ионов. В отсутствие углерода ион CHO+ не образуется, поэтому концентрация ионов в пламени чистого водорода в чистом кислороде очень мала. Концентрация ионов существенно повышается, если в газе присутствуют даже следовые количества органических веществ, при этом проводимость пламени сильно увеличивается. Это явление используется в пламенно-ионизационных детекторах газовых хроматографов.
Взаимодействие пламени с электромагнитным полем открывает новые возможности для управления процессами горения и создания перспективных технологий на их основе.

## Теория горения
Несмотря на большой опыт использования на практике, процессы горения остаются одними из наиболее сложных для научного изучения. Наука о горении является в высшей степени междисциплинарной, лежащей на стыке таких научных дисциплин, как газодинамика, химическая термодинамика, химическая кинетика, молекулярная и химическая физика, тепломассообмен, квантовая химия и физика, материаловедение и компьютерное моделирование.

### Полнота сгорания
Исходный состав горючей смеси характеризуется молярными или массовыми долями компонентов и начальными давлением и температурой. Если состав смеси подобран так, что при её сгорании и горючее, и окислитель способны полностью превратиться в продукты реакции, то такая смесь называется стехиометрической. Смеси с избытком горючего, в которых горючее не способно сгореть полностью из-за нехватки окислителя, называются богатыми, а смеси с недостатком горючего — бедными. Степень отклонения состава смеси от стехиометрического характеризуется коэффициентом избытка горючего (англ. equivalence ratio): 
| {\displaystyle \phi ={\frac {Y_{F}/Y_{O}}{(Y_{F}/Y_{O})_{st}}}} |

 где YF и YO — массовые доли горючего и окислителя соответственно, а (YF/YO)st — их отношение в стехиометрической смеси. В русскоязычной литературе используется также коэффициент избытка окислителя (или воздуха), обратный коэффициенту избытка горючего.
Теоретически стехиометрическая смесь способна сгорать полностью. Однако на практике реагенты никогда не превращаются полностью в продукты реакции, как из-за несовершенства конструкции камеры сгорания, так и из-за того, что химические реакции горения не успевают пройти до конца. Поэтому в действительности горение всегда является неполным, а увеличение полноты сгорания служит одним из направлений совершенствования энергетических установок. В технике часто используются смеси, отличные от стехиометрической. Например, при запуске холодного двигателя автомобиля топливовоздушная смесь обогащается для облегчения запуска, а для снижения вредных выбросов, таких как NOx и CO, применяются обеднённые смеси.

### Термодинамика горения

Адиабатическая температура горения смесей CH_{4} с воздухом в зависимости от коэффициента избытка топлива. P = 1 бар, T_{0} = 298,15 K

Если горение происходит адиабатически при постоянном объёме, то сохраняется полная внутренняя энергия системы, если же при постоянном давлении — то энтальпия системы. На практике условия адиабатического горения приближённо реализуются в свободно распространяющемся пламени (без учёта теплопотерь излучением) и в других случаях, когда потерями тепла из зоны реакции можно пренебречь, например, в камерах сгорания мощных газотурбинных установок или ракетных двигателей.
Адиабатическая температура горения — это температура продуктов, достигаемая при полном протекании химических реакций и установлении термодинамического равновесия. Для термодинамических расчётов используются таблицы термодинамических функций всех компонентов исходной смеси и продуктов. Методы химической термодинамики позволяют рассчитать состав продуктов, конечное давление и температуру при заданных условиях сгорания. В настоящее время доступно много программ, способных выполнять эти расчёты
.
Теплота сгорания — это количество теплоты, выделившейся при полном сгорании исходных компонентов, то есть до CO2 и H2O для углеводородных топлив. На практике часть выделившейся энергии расходуется на диссоциацию продуктов, поэтому адиабатическая температура горения без учёта диссоциации оказывается заметно выше той, что наблюдается в эксперименте.
Термодинамический расчёт позволяет определить равновесный состав и температуру продуктов, но не даёт никакой информации о том, с какой скоростью система приближается к равновесному состоянию. Полное описание горения требует знания механизма и кинетики реакций и условий тепло- и массообмена с окружающей средой.

### Кинетика горения
Подробная кинетическая схема реакций при горении даже самых простых углеводородных топлив, таких как метан, включает десятки или даже сотни компонентов, участвующих в сотнях элементарных химических реакций. При моделировании таких больших механизмов возникают значительные вычислительные трудности. Они обусловлены тем, что характерное время протекания отдельных реакций может различаться на много порядков величины, и соответствующие системы дифференциальных уравнений оказываются жёсткими (англ. stiff), что существенно затрудняет численное решение. Поэтому в практических расчётах процессов горения используются три подхода
:
- Глобальный механизм. В нём используется эмпирическая кинетическая схема с одной или несколькими стадиями, позволяющая выполнять расчёты двух- и трёхмерных течений, в том числе турбулентных. Например, для горения метана может использоваться следующая одностадийная схема:| {\displaystyle CH_{4}+2O_{2}\rightarrow CO_{2}+2H_{2}O} |

с кинетическими параметрами, подбираемыми по экспериментально измеренной скорости пламени.
- Полный механизм. В полной кинетической схеме учитываются по возможности все наиболее важные компоненты и элементарные реакции. Такие схемы используются для моделирования одномерных ламинарных пламен, так как мощности современных компьютеров все ещё недостаточны для многомерных расчётов с подробными схемами. Кроме того, данные о константах скоростей элементарных реакций пока не могут быть получены в эксперименте или рассчитаны теоретически с достаточной точностью.
- Сокращённый механизм. В схеме на основе анализа отдельных стадий устраняются малозначительные компоненты и реакции. В результате число компонентов и реакций в схеме уменьшается, и становится возможным выполнять многомерные расчёты, учитывающие важные кинетические эффекты.

### Реактор идеального перемешивания
В заранее перемешанной смеси горючего и окислителя реакция горения может происходить во всём объёме, занятом горючей смесью (объёмное горение), или в узкой зоне (фронт пламени), разделяющей исходную смесь и продукты и распространяющейся в виде так называемой волны горения. Объёмное горение может быть организовано в гомогенном реакторе идеального перемешивания, в который поступает исходная смесь при температуре Т0. На выходе из реактора смесь имеет температуру Тb ≥ Т0, которая устанавливается в соответствии с текущим режимом работы реактора. В таком реакторе могут иметь место множественные стационарные режимы, явления гистерезиса, а также нестационарные режимы и автоколебания. Все эти явления характерны для теории горения в силу нелинейности её уравнений.

### Ламинарное горение

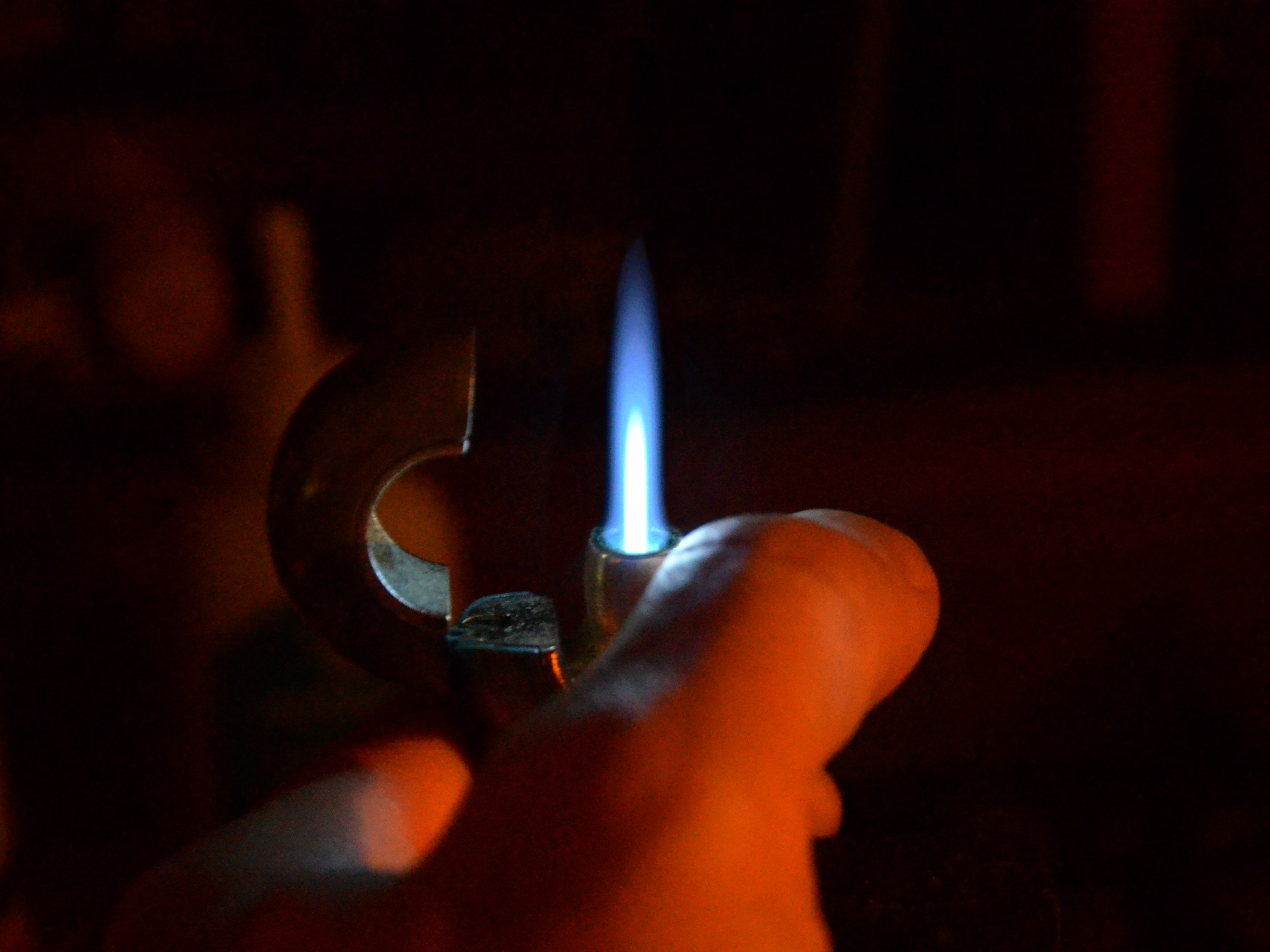
Ламинарное пламя газовой зажигалки

При небольших скоростях течения смеси горение может осуществляться в ламинарном режиме. Так горят, например, свеча (диффузионное горение) или бытовая газовая плита (горение предварительно перемешанной смеси) при небольших расходах газа.
В предварительно перемешанной смеси фронт пламени движется относительно исходной смеси со строго определённой скоростью, называемой скоростью ламинарного пламени. Эта скорость зависит от исходного состава смеси, её давления и температуры, но не зависит от условий зажигания. Скорость ламинарного пламени для метана и большинства других углеводородных топлив в нормальных условиях в воздухе может варьироваться примерно от 10 до 70 сантиметров в секунду. Скорость горения смесей водорода с воздухом (гремучий газ) достигает нескольких метров в секунду и может восприниматься как взрыв.
Ламинарное пламя может распространяться только в смеси, состав которой не выходит за границы диапазона так называемых концентрационных пределов. Нижний и верхний концентрационные пределы соответствуют минимальному и максимальному коэффициенту избытка топлива, при котором пламя ещё может распространяться по смеси. Для метана в воздухе они составляют примерно 5 и 15 объёмных процентов. Взрывы бытового газа возникают тогда, когда в плохо вентилируемом помещении превышается нижний концентрационный предел, и из-за искры или другого источника смесь воспламеняется. Этот же эффект приводит к взрывам метана в шахтах.
Помимо концентрационного предела существует также предел по диаметру распространения пламени в трубе. В трубе диаметром меньше критического пламя распространяться не может из-за больших теплопотерь в стенки и гибели активных радикалов на стенке. На этом принципе основана безопасная лампа Дэви, в которой применяется открытый огонь, но пламя закрыто металлической сеткой и не вызывает взрыва метана в шахтах.

### Турбулентное горение

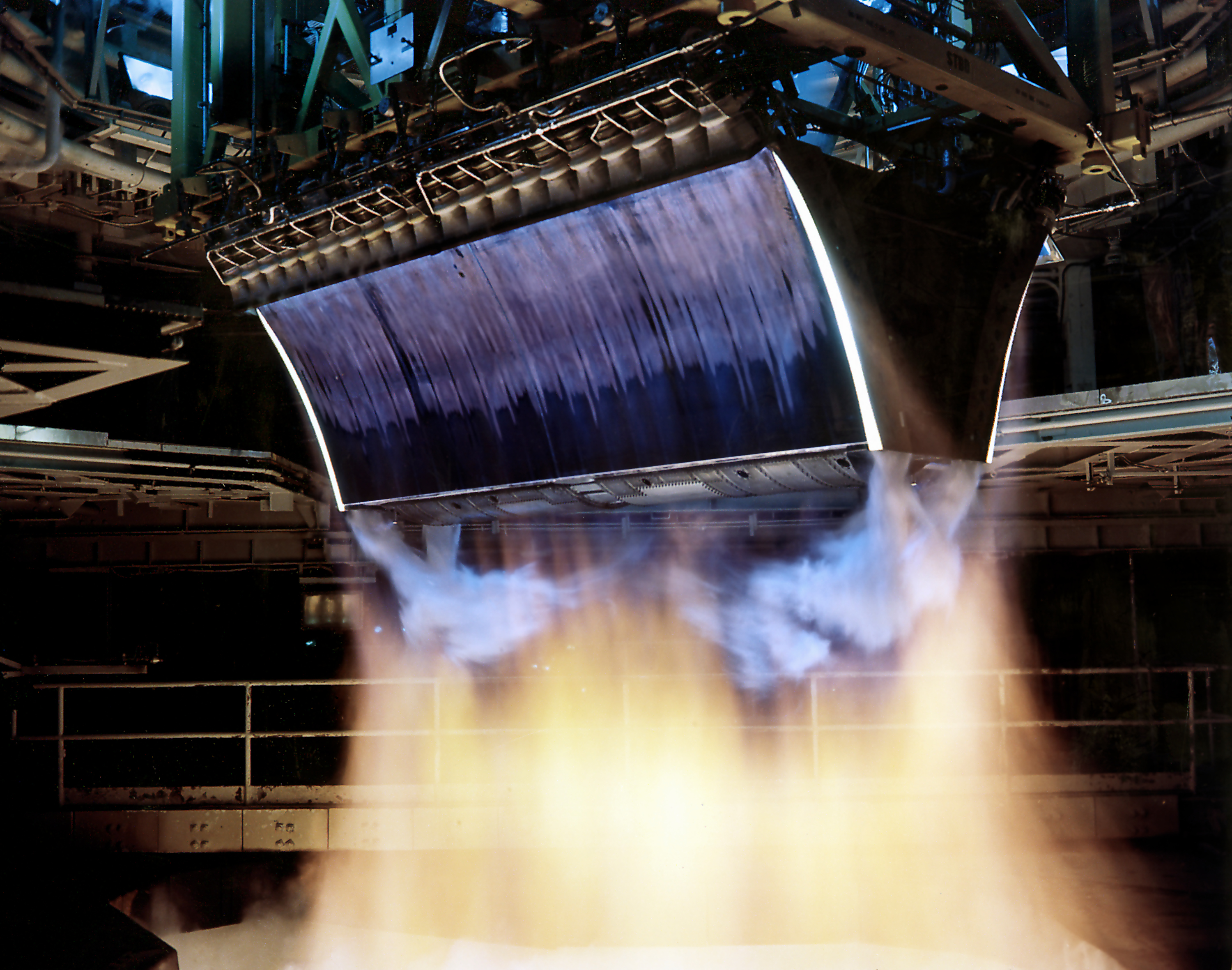
Турбулентное пламя мощного клиновидного ракетного двигателя для многоразового одноступенчатого аэрокосмического корабля Lockheed Martin X-33

Турбулентное горение, то есть горение смеси, течение которой является турбулентным — это наиболее часто встречающийся в практических устройствах режим горения и одновременно наиболее сложный для изучения. Турбулентность остаётся одной из немногих нерешённых проблем классической физики. Законченной теории турбулентных течений, в том числе и в отсутствие в них химических реакций, до сих пор не существует.
Взаимодействие турбулентного потока с фронтом горения дополнительно усложняет анализ. Даже на качественном уровне влияние горения на турбулентность и обратное влияние турбулентности на горение может приводить к противоположным эффектам. Горение может как интенсифицировать турбулентность, за счёт дополнительного тепловыделения, так и наоборот, уменьшать её из-за увеличения вязкости с повышением температуры.
С другой стороны, турбулентность как бы сминает фронт пламени, увеличивая площадь фронта. Вследствие этого резко возрастает тепловыделение в потоке, то есть увеличивается мощность всей системы. Турбулентность также интенсифицирует процессы смешения компонентов, если исходно они не были перемешаны. По этой причине на практике в системах, от которых требуется высокая мощность — двигателях, топках, газотурбинных установках — используется именно турбулентный режим. Однако чрезмерно интенсивная турбулентность может погасить пламя. Управлять турбулентным потоком сложно. В нём постоянно возникают стохастические пульсации скорости и давления, которые могут вызывать неустойчивости горения и приводить к разрушению конструкции горелки и авариям. Пульсации температуры приводят к тому, что смесь сгорает неравномерно, в результате чего в выбросах увеличивается содержание вредных веществ.
Описание турбулентного горения требует применения компьютерного моделирования. При этом, как и для нереагирующих течений, могут применяться три подхода для численного решения уравнений Навье-Стокса, развиваемые в вычислительной гидродинамике: RANS — усреднённые по числу Рейнольдса уравнения Навье-Стокса, LES — метод крупных вихрей и DNS — прямое численное моделирование.

### Компьютерное моделирование горения
Важность процесса горения в технических устройствах вместе с дороговизной натурных экспериментов способствует быстрому развитию компьютерного моделирования горения. Модели процессов горения основаны на законах сохранения массы, импульса и энергии в многокомпонентной реагирующей смеси. Уравнения теории горения — это уравнения непрерывности для смеси в целом и всех отдельных компонентов, уравнение Навье-Стокса для сжимаемой среды и уравнение переноса тепла с химическими источниками. С подробными кинетическими схемами эта система дифференциальных уравнений в частных производных чрезвычайно сложна, и до настоящего времени не существует универсальных численных схем, которые могли бы применяться во всех режимах горения и температурных диапазонах. Поэтому такие схемы строятся для частных случаев, позволяющих дополнительно упростить систему уравнений.
В одномерном случае для медленного горения (ламинарное пламя) разработаны эффективные методы решения системы уравнений, в том числе для подробных кинетических схем, и доступны пакеты программ, решающих эти задачи. В исследованиях чаще всего используются коммерческие пакеты CHEMKIN и Cosilab, а также свободное ПО Cantera.
В двух- и трёхмерном случаях до сих пор чаще всего применяется глобальная кинетическая схема. Такой подход реализован, например, в пакетах ANSYS FLUENT и KIVA, однако вместе с увеличением мощности компьютеров появляются и расчёты с сокращёнными кинетическими схемами и подробными схемами. Для решения таких задач используются суперкомпьютеры.

## Гетерогенное горение
Гетерогенными процессами, в противоположность гомогенным, в химии и физике называют процессы, происходящие в гетерогенных системах, то есть системах, содержащих более одной фазы (например, газ и жидкость), а также процессы, происходящие на границе раздела фаз. В исследованиях по горению термин гетерогенное горение используется для систем, в которых топливо и окислитель исходно находятся в разных фазах, даже если в процессе топливо испаряется, и сами химические реакции происходят в газовой фазе. Типичным примером является горение угля в воздухе, в котором углерод может реагировать с кислородом на поверхности частиц угля с образованием угарного газа. В дальнейшем угарный газ может догорать в газовой фазе и образовывать углекислый газ, а в некоторых режимах топливо может испаряться с поверхности частиц и окисляться как газообразный углерод в газовой фазе. Несмотря на различие механизмов, все эти режимы формально относятся к гетерогенному горению.
Гетерогенное горение чрезвычайно важно в практических приложениях горения. Большинство топлив удобнее хранить и транспортировать в жидком виде (в том числе сжиженный природный газ). Рабочие процессы в топках, двигателях внутреннего сгорания, дизельных двигателях, воздушно-реактивных двигателях, жидкостных ракетных двигателях — это гетерогенное горение, а оптимизация процесса испарения и смешения топлива и окислителя для их подачи в камеру сгорания — важная составная часть оптимизации всего процесса горения в рабочих системах.
Практически все пожары — это также гетерогенное горение, однако взрывы бытового газа относятся к гомогенному горению, так как исходно и горючее, и окислитель — это газы.
Для повышения энергетических характеристик твёрдых топлив в них могут добавляться металлы. Такие топлива могут использоваться, например, для скоростных подводных торпед, так как чистый алюминий хорошо горит в воде. Горение алюминия и других металлов происходит по гетерогенному механизму.

## Горение твёрдых топлив
Твёрдые топлива находят основное применение в огнестрельном оружии, артиллерийских и реактивных снарядах, а также в тактических ракетах и межконтинентальных баллистических ракетах. Твердотопливные ускорители применялись для вывода на околоземную орбиту многоразовых шаттлов.
Горение порохов в канале оружейного ствола или в камере пороховой ракеты изучает внутренняя баллистика.

### Состав твёрдых топлив
Твёрдые топлива, используемые в твердотопливных ракетных двигателях, делятся на два типа: баллиститные и смесевые. В баллиститных твёрдых топливах нет разделения на горючее и окислитель — это вещество или смесь химических веществ, которые сгорают послойно. Обычно их называют баллиститными или гомогенными порохами. Основной компонент таких порохов — нитроцеллюлоза. При изготовлении твёрдого топлива нитроцеллюлоза желатинизируется в растворителе, обычно в нитроглицерине. Для удобства изготовления и стабильности при хранении в смесь вводят технологические добавки, улучшающие механические и эксплуатационные свойства. Общее название таких порохов — бездымные, а в зарубежной литературе — двухосновные (англ. double base).
Смесевые топлива представляют собой смесь двух или более компонентов. Компоненты — это механически перемешанные частицы окислителя и горючего в виде порошков или гранул размером до десятых долей миллиметра. В качестве окислителя используются перхлораты (обычно перхлорат аммония или перхлорат калия) и нитраты, например, нитрат аммония и нитраты щелочных металлов. В качестве горючего — органические вещества, например, предельные олефиновые полимеры (полипропилен). Для повышения удельного импульса ракетного топлива в топливо вводят мелкодисперсные частицы металлов (порошки), такие как алюминий, магний, бериллий.
Пороховые заряды ракетных двигателей должны иметь высокую механическую прочность, во избежание разрушения пороховой шашки в процессе горения при работе ракетного двигателя. Поэтому при изготовлении зарядов смесевых топлив в смесь добавляют полимерные связующие — эпоксидные смолы, резины и иные полимеры.
Горение заряда твёрдого топлива в твердотопливном ракетном двигателе происходит по поверхности топлива и не распространяется внутрь заряда, если на поверхности нет трещин. Трещины или поры в заряде могут привести к нерасчётному увеличению поверхности горения и тяги двигателя, прогоранию корпуса и авариям.

### Механизм горения твёрдых ракетных топлив
Физическая картина процессов, происходящих при горении твёрдых топлив, достаточно сложна и включает несколько стадий разложения пороха в последовательности экзотермических реакций в конденсированной и газовой фазе. По результатам исследований горения баллиститного пороха Н в вакууме П. Ф. Похил установил, что при давлении ниже 2 мм рт. ст. экзотермическая химическая реакция идёт только в приповерхностном слое конденсированной фазы (беспламенное горение). В диапазоне давлений от 5 мм рт. ст. до примерно 15—20 атм реакция идёт в газовой фазе, и пламя заметно только в темноте (однопламенное или холоднопламенное горение). При дальнейшем повышении давления (свыше 15—20 атм) на некотором расстоянии от поверхности возникает вторая зона яркого пламени. Расстояние от этой зоны до поверхности вещества быстро уменьшается с ростом давления, и примерно при 60—70 атм эта зона сливается с первой зоной.
Полного описания механизма реакций всех этих стадий не существует. Считается, что в конденсированной фазе происходит разрыв химических связей CO—NO2 и выделяются окислы азота (NO2 и NO) и альдегиды, в первой зоне пламени NO2 реагирует с альдегидами, а во второй зоне идут реакции с участием NO и CO.
Скорость горения твёрдых топлив обычно аппроксимируют эмпирической степенной зависимостью: {\displaystyle u=A+B\left({\frac {P}{P_{0}}}\right)^{\nu }} где {\displaystyle P_{0}} обычно принимается равным атмосферному давлению (101,325 кПа). Показатель {\displaystyle \nu } варьируется в пределах от 0,7 для низких давлений ({\displaystyle P} = 1—20 атм) до 1 для высоких ({\displaystyle P} > 60 атм) давлений, что объясняют сменой ведущей зоны тепловыделения в химических реакциях.
В камерах сгорания ракетных двигателей поверхность горящего пороха обдувается газовым потоком продуктов горения. Возрастание скорости горения топлива с ростом скорости обдувающего потока было обнаружено О. И. Лейпунским в 1940-е годы и в отечественной литературе получило название раздувания. В иностранных публикациях оно называется эрозионным горением. Этот эффект необходимо учитывать при проектировании и расчёте ракет на твёрдом топливе.
При горении заряда твёрдого топлива в камере сгорания ракетного двигателя изменяется давление, форма и площадь поверхности заряда, а в полёте ракеты на топливо действуют большие перегрузки. Вследствие этого скорость горения не остаётся постоянной, и такие режимы называются нестационарными. Феноменологическая теория нестационарного горения пороха была создана Я. Б. Зельдовичем в 1942 году и впоследствии развита Б. В. Новожиловым в 1960-е годы. Она получила международное признание как теория Зельдовича–Новожилова (ZN-теория).

## Особые режимы горения

### Тление
Тление — это особый вид медленного горения, которое поддерживается за счёт тепла, выделяющегося в реакции кислорода и горячего конденсированного вещества непосредственно на поверхности вещества и аккумулируемого в конденсированной фазе. Типичные примеры тления — зажжённые сигарета, кальян или 
угли в мангале. При тлении зона реакции распространяется по материалу медленно — или чуть быстрее при раскуривании или раздувании. Газофазное пламя не образуется из-за недостаточной температуры газообразных продуктов или потухает из-за больших теплопотерь из газовой фазы. Тление обычно наблюдается в пористых или волокнистых материалах. Тление может представлять большую опасность во время пожара, если при неполном сгорании материалов выделяются токсичные для человека вещества.

### Твердофазное горение

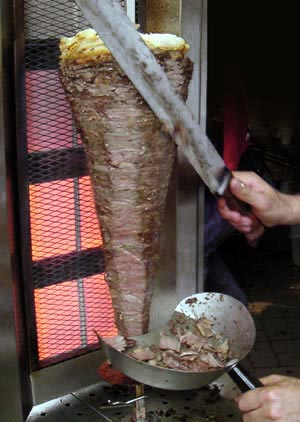
Инфракрасная газовая печка с пористыми матрицами в качестве нагревательных элементов

В смесях неорганических и органических порошков могут протекать автоволновые экзотермические процессы, не сопровождающиеся заметным газовыделением и образующие только конденсированные продукты. На промежуточных стадиях могут образовываться газовые и жидкие фазы, не покидающие, однако, горящую систему. Известны примеры реагирующих порошков, в которых образование таких фаз не доказано (тантал-углерод). Такие режимы называются твердофазным горением, используются также термины безгазовое горение и твердопламенное горение. Эти процессы получили практическое применение в разработанных под руководством А. Г. Мержанова технологиях самораспространяющегося высокотемпературного синтеза (СВС).

### Горение в пористой среде
Если исходная горючая смесь проходит через пористую среду, например, керамическую матрицу, то при её горении часть тепла расходуется на подогрев матрицы. Горячая матрица, в свою очередь, подогревает исходную смесь. Тем самым часть тепла продуктов сгорания рекуперируется, что позволяет использовать бедные смеси (с малым коэффициентом избытка топлива), которые без рециркуляции тепла не горят. Технологии пористого горения (в отечественной литературе также — фильтрационное горение) позволяют уменьшить выбросы вредных веществ и используются в газовых инфракрасных печках, обогревателях и многих других устройствах.

### Беспламенное горение
В отличие от обычного горения, когда наблюдается светящаяся зона пламени, возможно создание условий для беспламенного горения. Примером может служить каталитическое окисление органических веществ на поверхности подходящего катализатора, например, окисление этанола на платиновой черни. Однако термин «беспламенное горение» не сводится только к случаю поверхностно-каталитического окисления, а обозначает ситуации, в которых пламя не видимо невооружённым глазом. Поэтому беспламенными также называют режимы горения в радиационных горелках или некоторые режимы экзотермического разложения баллиститных порохов при низком давлении. Беспламенное окисление — особый способ организации низкотемпературного горения — является одним из перспективных направлений в создании малоэмиссионных камер сгорания для энергетических установок.